# Dariusz Kwiatkowski
Dariusz Kwiatkowski, né le 16 février 1952, à Piotrków Trybunalski, en Pologne et décédé le 27 février 2016 à Guignicourt-sur-Vence en France, est un ancien joueur de basket-ball polonais. Il évolue au poste d'ailier.

## Palmarès
- Champion de Pologne 1974, 1976